# Andreas Petrus Hecker
Andreas Petrus Hecker (* 11. November 1709 in Werden; † 28. Juni 1771 in Stargard in Pommern) war ein Theologe, Pietist, Lehrer und Reformpädagoge.

## Leben
Hecker stammte aus einer Lehrerfamilie. Er besuchte, wie auch sein älterer Bruder Johann Julius Hecker, die Essener Stadtschule, ein lutherisches Gymnasium, dessen fortschrittlicher Direktor, der Universalgelehrte Johann Heinrich Zopf, die beiden früh für die Ideen des Halleschen Pietismus begeisterte. Mit seinem Bruder ging Andreas Petrus nach Halle (Saale). Am 14. April 1728 begann er sein Theologiestudium an der dortigen Universität. 1729 wurde er Lehrer („Informator“) an der Mittelwachischen Schule in Halle. Von 1735 bis 1737 war er Informator am Pädagogium in Halle. Auch späterhin korrespondierte er mit dem Kreis um Gotthilf August Francke.
1738 begann er eine geistliche Karriere an der Marienkirche in Stargard als Adjunkt. 1746 stieg er zum Diakon, 1758 zum Archidiakon auf. Im Jahr 1759/60 gründete Hecker nach Vorbild seines Bruders in Stargard in Pommern eine Realschule.  Sie erhielt nach ihrem privaten Stifter, Karl Friedrich Vangerow, den Namen Vangerowsche Realschule. 1767 war Andreas Petrus Hecker Pfarrer und Propst in Stargard.
Hecker war zweimal verheiratet: in erster Ehe mit Dorothea Elisabeth Heidemann, geb. Hildebrand († 1743) und in zweiter Ehe mit Johanna Sophie, geb. Homann. Aus der zweiten Ehe stammen die Söhne Andreas Jakob Hecker, Peter Johann Hecker, Gotthilf Samuel Hecker, Gottlieb Benjamin Hecker (1758–1809) und Philipp Nathanael Hecker.

## Werke
- Die Herrlichkeit Jesu und Seligkeit seiner Gläubigen : wurde aus Hebr. 3, v. 3 - 7. in einer Montags-Pedigt am 12. Sept. 1746 der Gemeine zu S. Marien in Stargard vorgetragen und nun auf Verlangen dem Druck übergeben. Stettin 1746.
- Joseph als ein Vorbild Jesu Christi und seine Brüder als ein Bild bußfertiger Sünder : wurde in der Früh-Predigt am 2. Sonntage in der Fasten 1747 aus I. B. Mosis 45, v. 3 - 5. betrachtet und nunmehro auf Verlangen dem Druck übergeben. Stettin 1747.